# Belle Isle (Florida)
Belle Isle ist eine Stadt im Orange County im US-Bundesstaat Florida. Das U.S. Census Bureau hat bei der Volkszählung 2020 eine Einwohnerzahl von 7.032 ermittelt.

## Geographie
Belle Isle grenzt an die Städte Orlando und Edgewood.

## Demographische Daten
Laut der Volkszählung 2010 verteilten sich die damaligen 5988 Einwohner auf 2596 Haushalte. Die Bevölkerungsdichte lag bei 998,0 Einw./km². 91,5 % der Bevölkerung bezeichneten sich als Weiße, 3,1 % als Afroamerikaner, 0,2 % als Indianer und 1,7 % als Asian Americans. 1,9 % gaben die Angehörigkeit zu einer anderen Ethnie und 1,7 % zu mehreren Ethnien an. 11,1 % der Bevölkerung bestand aus Hispanics oder Latinos.
Im Jahr 2010 lebten in 29,0 % aller Haushalte Kinder unter 18 Jahren sowie 30,4 % aller Haushalte Personen mit mindestens 65 Jahren. 71,1 % der Haushalte waren Familienhaushalte (bestehend aus verheirateten Paaren mit oder ohne Nachkommen bzw. einem Elternteil mit Nachkomme). Die durchschnittliche Größe eines Haushalts lag bei 2,79 Personen und die durchschnittliche Familiengröße bei 2,93 Personen.
22,2 % der Bevölkerung waren jünger als 20 Jahre, 17,7 % waren 20 bis 39 Jahre alt, 36,0 % waren 40 bis 59 Jahre alt und 24,2 % waren mindestens 60 Jahre alt. Das mittlere Alter betrug 47 Jahre. 49,9 % der Bevölkerung waren männlich und 50,1 % weiblich.
Das durchschnittliche Jahreseinkommen lag bei 71.273 $, dabei lebten 10,8 % der Bevölkerung unter der Armutsgrenze.
Im Jahr 2000 war Englisch die Muttersprache von 94,81 % der Bevölkerung, spanisch sprachen 3,97 % und 1,22 % hatten eine andere Muttersprache.

## Verkehr
Belle Isle wird von den Florida State Roads 15 und 482 tangiert. Der nächste Flughafen ist der unmittelbar südöstlich angrenzende Orlando International Airport.

## Kriminalität
Die Kriminalitätsrate lag im Jahr 2010 mit 163 Punkten (US-Durchschnitt: 266 Punkte) im niedrigen Bereich. Es gab zwei Raubüberfälle, zehn Körperverletzungen, 60 Einbrüche, 72 Diebstähle und 17 Autodiebstähle.